# دهستان مهارلو
دهستان مهارلو نام دهستانی در بخش بخش کوهنجان شهرستان سروستان، استان فارس در ایران است. براساس سرشماری مرکز آمار ایران در سال ۱۳۸۵، جمعیت آن ۴۰۳۲ نفر (۹۸۲ خانوار) بوده‌است.